# Switch (film, 2013)
Pour les articles homonymes, voir Switch.
Pour plus de détails, voir Fiche technique et Distribution.
Switch (天機：富春山居圖, Tian ji: Fu chun shan ju tu) est un film d'action sino-hongkongais écrit et réalisé par Jay Sun et sorti en 2013 en Asie,,.

## Synopsis
Un célèbre tableau de la dynastie Yuan connu sous le nom de Séjour dans les Monts Fuchun est volé et vendu sur le marché noir, dominé par un mystérieux magnat des affaires (Tong Dawei (en)). L'agent spécial Jinhan (Andy Lau) est chargé de le récupérer.
Pendant ce temps, Jinhan et sa femme (Zhang Jingchu) se séparent, en raison de la nature secrète de son travail, ignorant que sa femme travaille également comme agent spécial chargé de protéger le tableau.

## Fiche technique
- Titre original : 天機：富春山居圖
- Titre international : Switch
- Réalisation : Jay Sun
- Scénario : Jay Sun
- Photographie : Shao Dan
- Montage : Du Hengtao
- Musique : Roc Chen
- Production : Zhao Haicheng, Shen Xue et He Lichang
- Société de production : China Film Group Corporation, Pegasus Entertainment, Media Asia Entertainment Group et Phoenix Satellite Television
- Société de distribution : Media Asia Entertainment Group
- Pays de production :  Hong Kong et  Chine
- Langue originale : mandarin, japonais et anglais
- Format : couleur
- Genre : Action
- Durée : 122 minutes
- Dates de sortie :
  - Chine : 9 juin 2013
  - Hong Kong : 12 juin 2013
  - Singapour : 13 juin 2013
  - Taïwan : 21 juin 2013
  - Viêt Nam : 28 juin 2013
  - Japon : 7 décembre 2013

## Distribution
- Andy Lau : Xiao Jinhan
- Tong Dawei (en) : Yamamoto Toshio
- Zhang Jingchu : Lin Yuyan
- Lin Chi-ling : Lisa
- Siqin Gaowa (en) : l'impératrice
- Ariel Aisin-Gioro (en) : la princesse
- Guan Xiaotong : Xiao Yueyue
- Tan Songyun (en) : le démon-poisson